# A nagy füzet
A nagy füzet (Engels: The Notebook) is een Hongaarse film uit 2013 onder regie van János Szász, gebaseerd op de roman Le grand cahier (Het dikke schrift) van Ágota Kristóf. De film ging in première op 3 juli op het Internationaal filmfestival van Karlsbad waar hij werd bekroond met de Kristallen Bol.

## Verhaal
Tegen het einde van de Tweede Wereldoorlog worden veel grote steden gebombardeerd. Om haar twee zoons te redden stuurt een jonge moeder haar dertienjarige tweeling naar het platteland bij hun grootmoeder. Ze nemen een aantekeningenschrift mee waarin ze alles opschrijven. De grootmoeder is een wrede alcoholiste die in het dorp er van verdacht wordt lang geleden haar man vergiftigd te hebben. De twee verwende jongens moeten nu op hun eentje leren te overleven in hun nieuwe omgeving en beginnen zichzelf en elkaar te harden tegen de pijn.

## Rolverdeling
| Acteur            | Personage              |
| ----------------- | ---------------------- |
| András Gyémánt    | Tweeling (nr.1)        |
| László Gyémánt    | Tweeling (nr.2)        |
| Gyöngyvér Bognár  | Moeder                 |
| Piroska Molnár    | Grootmoeder            |
| András Réthelyi   | Orderly                |
| Ulrich Thomsen    | Officier               |
| Orsolya Tóth      | Harelip                |
| János Derzsi      | Sutor                  |
| Péter Andorai     | Diaken                 |
| Miklós Székely B. | Oude dakloze           |
| Krisztián Kovács  | Gedeserteerde officier |
| Ákos Kőszegi      | Hongaarse officier     |
| Ulrich Matthes    | Vader                  |

## Prijzen en nominaties
De balangrijkste:
| jaar | prijs                     | categorie            | genomineerde(n) | uitslag  |
| ---- | ------------------------- | -------------------- | --------------- | -------- |
| 2013 | Filmfestival van Karlsbad | Kristallen Bol       | János Szász     | Gewonnen |
| 2013 | Filmfestival van Karlsbad | Label Europa Cinemas | János Szász     | Gewonnen |